# مووتنیتسه
مووتنیتسه (به چکی: Moutnice) یک منطقهٔ مسکونی در جمهوری چک است که در ناحیه برنو-تسوونتری واقع شده‌است. مووتنیتسه ۷٫۰۹ کیلومتر مربع مساحت و ۱٬۱۸۰ نفر جمعیت دارد و ۱۹۷ متر بالاتر از سطح دریا واقع شده‌است.